# 2MASS J04372171+2651014 b
2MASS J04372171+2651014 b（2M0437b）とは、地球からおうし座の方向に約421光年離れた場所に存在しているスペクトル分類がM型の恒星 2MASS J04372171+2651014（2M0437） の周囲を公転している太陽系外惑星である。TIC 125843782 b等の別名も持つ。

## 概要
主星である2M0437の年齢は約200万年~500万年である。質量は太陽の約0.15~0.18倍、有効温度は3100ケルビンである。この惑星系はおうし座に存在する年齢が100万年~500万年の恒星の領域に存在する。
2M0437bは国立天文台ハワイ観測所すばる望遠鏡とIRCSとAO188を用いた観測で、直接撮像法によって主星から0.9秒角離れた位置で最初に発見された。その後の観測で背景に存在する他の恒星などではないことが判明し、惑星として確認された。それには3年の歳月を要した。質量は木星の約3~5倍である。太陽系の惑星よりもはるかに主星から離れた位置を公転しており、その距離は約118天文単位である。短い年齢の小さな恒星の離れた位置に2M0437bのような巨大惑星が形成されるのは難しいとされており、惑星の形成に関する観測ターゲットとなることが期待されている。なお、2M0437bは褐色矮星の可能性がある天体を除いた惑星と確定している天体の中では一番若い惑星となった。